# Марко Павлов (революционер)
 Тази статия е за дееца на ВМОРО.  За първия търновски фармацевт вижте Марко Павлов (лекар).  
Марко Стефанов Павлов или Павлев, известен като Безовски, е български революционер, дебърски районен войвода на Вътрешната македоно-одринска революционна организация.

## Биография
Павлов е роден в Безово, в Османската империя, днес в Северна Македония. По занаят е каменоделец. Работи в Албания и Сърбия. Четник е при Никола Русински през май 1902 година, а после при Цветко Стоянов. От следващата 1903 година е войвода в Дебърски Дримкол и взема участие в Илинденско-Преображенското въстание. Заминава за Княжество България през Албания и Черна гора след въстанието, но по-късно се завръща в родния си край и постъпва в четата на братовчед си Милош Павлов. На 6 март 1906 година четата им е обградена при село Нерези. Милош Павлов се самоубива, за да не попадне в ръцете на аскера, а братовчед му Марко Павлов с двама четници се спасяват.
Марко Павлов е убит през лятото на 1908 година заедно със свой другар поради любовни похождения от местни дейци в Луково, Дебърско. Според Станислав Чакъров е убит от „лични неприятели с брадви, след като неуспели да го наклеветят и вземат разрешение от представителството (на Организацията) в София.“